# Farincourt
Farincourt és un municipi francès situat al departament de l'Alt Marne i la regió del Gran Est.